# Frederik Børm
Frederik Børm (født 12. august 1988) er en dansk håndboldspiller, der spiller i den norske klub ØIF Arendal. Frederik Børm blev tilknyttet ØIF Arendal i forbindelse med sæsonen 2021-2022.

## Karriere
Frederik Børm har spillet for en række andre danske håndboldklubber heriblandt Århus Håndbold, SønderjyskE Håndbold, Skjern Håndbold, KIF Kolding, Nordsjælland Håndbold, Viborg Håndbold Klub, BSV og Stoholm Håndbold. Han har også spillet i udlandet først i Frankrig for Istres Provence Handball i slutningen af deres 2020-2021 sæson og senere for det norske hold ØIF Arendal fra sæsonen 2021/2022. 